# Bigpoint
Bigpoint GmbH es una  desarrolladora de videojuegos alemana. La compañía desarrolla juegos independientes basados en navegador, así como juegos de redes sociales. También dirige un portal web de juegos basados en videojuegos de rol multijugador masivos en línea MMORPG, que tiene más de 200 millones de usuarios registrados. NBCUniversal ha presentado algunos de los juegos de Bigpoint en los sitios web de algunos de sus canales por cable.  
Además de su sede en Hamburgo, también tiene oficinas en Berlín, San Francisco, Malta y Sao Paulo. Algunos de los juegos de la compañía incluyen a Battlestar Galactica Online, Farmerama, Drakensang Online, DarkOrbit, Seafight y PirateStorm

## Historia
La compañía fue fundada en 2002 por Heiko Hubertz en Hamburgo, la segunda ciudad más grande de Alemania. Heiko Hubertz sigue siendo CEO hasta hoy. El primer juego de bigpoint fue Icefighter, un juego de hockey simulado. La compañía se expande rápidamente, teniendo un millón de usuarios registrados para 2006, para 2007 ya había lanzado 22 juegos de navegador.
En junio de 2008, General Electric y NBC Universal, junto con el grupo europeo de capital de riesgo GMT Communications Partners, compran un 70% del capital de Bigpoint. El 30% restante sigue en manos de Heiko Hubertz. 
Para 2009, Bigpoint ha llegado a más de 100 millones de usuarios y tuvo unos ingresos de más de 50 millones de euros.
El 26 de abril de 2011, TA Associates y Summit Partners invierten 350 millones de dólares en Bigpoint para convertirse en los accionistas mayoritarios. El 16 de mayo de 2011, Bigpoint publicó un nuevo video en YouTube anunciando sus nuevas oficinas. GMT Communications Partners y GE venden la mayoría de sus acciones. Hubertz Retiene la mayoría de sus acciones en la compañía.
En mayo del 2011, Bigpoint tiene más de 800 empleados en todo el mundo.
Bigpoint y Artplant están trabajando en desarrollar un juego de navegador basado en el mundo de fantasía de George R. R. Martin, A Song of Ice and Fire, basado en la serie de HBO Juego de tronos.
El 23 de octubre de 2012, bigpoint liquida a 120 miembros del personal.
En marzo de 2016 la empresa fue adquirida por Youzu Interactive en una compra de acciones de 80 millones de euros (US$89.68 millones).

## Tecnología utilizada
Sus juegos son desarrollados usando PHP, Adobe Flash, Java y el motor Unity.

## Lista de juegos desarrollados por Bigpoint
| - Icefighter - Fussballmanager - Gangs of Crime (formerly known as Mafia 1930) - Gladiatoren - Managergames Hockey - Managergames Soccer - Seafight - Land of Destruction - DarkOrbit - Chaoscars | - SpeedCars - SpeedSpace - The Pimps - ActionLeague - Damoria - K.O. Champs - Gladius II - SpaceInvasion - War of Titans - BeBees - Parsec | - Deepolis - XBlaster - Hellblades - Farmerama - ZooMumba - Battlestar Galactica Online - SkyRama - PonyRama - RamaCity - AquaRama - Drakensang Online - Kultan - The World Beyond - The Mummy Online - Universal Monsters Online - Supremacy 1914 |

## List de juegos publicados por Bigpoint
| - WonderKing Online - Drift City - War Machines - Terminator Salvation - Rise of Gods | - Case White - SpaceConquer - Skaph (by Wadim Kapinos, a promotion from 2009 August) - Rangersland International - Pirates 1709 International | - Wanted - 11 Manager - Arenas of Glory - Castle Fight International - Puzzle Pirates | - Xhodonui - Anophis - Dolumar - Generated Affixation: the Nexus Lancinate |